# Wilhelminakanaal
O Wilhelminakanaal ("canal Guilhermina") é um canal no sul dos Países Baixos, na província de Brabante do Norte. Ele tem 68 quilômetros de comprimento e faz a ligação do rio Amer, em Geertruidenberg, com o canal Zuid-Willemsvaart, entre Beek en Donk e Aarle-Rixtel (município de Laarbeek). O trecho de Geertruidenberg até Dongen é navegável por navios com até 1350 toneladas (classe IV). O outro trecho é significativamente menor e apenas navegável por navios de até 650 toneladas (classe II). A profundidade média do canal é de 2,30 metros (o ponto mais raso tem 1,90 metro) e possui de 25 a 30 metros de largura.

## História
Os primeiros planos para a construção de um canal no rio Mosa, ligando as cidades neerlandesas de Tilburg e Eindhoven,  data de 1794, mas somente em 1910 é que teve início a sua escavação. Em 16 de setembro de 1916 o primeiro navio chegou a Tilburg, mas demorou até 1923 para que o canal fosse totalmente concluído. Em 4 de abril desse ano, o canal foi oficialmente inaugurado.